# Martian Manhunter

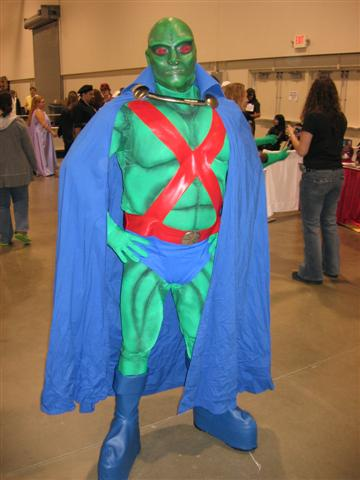
Fan im Martian-Manhunter-Kostüm beim Cosplay (2007)

Martian Manhunter ist eine Comicfigur von DC Comics. Er ist ein vom Mars stammender Superheld und Mitglied der Gerechtigkeitsliga, dessen richtiger Name J’onn J’onzz ist und der als John Jones auf der Erde als Privatdetektiv fungiert. Seinen ersten Auftritt hatte er 1955 in Detective Comics #225. Erschaffen wurde er von Joe Samachson und Joe Certa.

## Beschreibung
Martian Manhunter ist ein großgewachsener, haarloser Humanoide mit grüner Haut. Er besitzt übermenschliche Körperkraft und telepathische Fähigkeiten. Die Moleküle seines Körpers und seiner Kleidung kann er durch seine Gedanken beeinflussen und sein Aussehen dadurch beliebig verändern. Er hat insgesamt neun Sinne und beherrscht sowohl den Röntgen- als auch den Hitzeblick, ist aber sehr anfällig gegen Feuer. Diese Schwäche ist in manchen Geschichten eine physische, in anderen wird sie auch psychologisch begründet. In einem Band der Justice League of America wird erklärt, dass die Aversion gegen Feuer den Marsianern von den Wächtern des Universums eingepflanzt wurde, um das Universum davor zu bewahren, von den Marsianern eingenommen zu werden.
Martian Manhunter ist versessen auf Oreo-Kekse. Später wurde dies – wohl aus markenrechtlichen Gründen – auf Chocos abgeändert.

## Handlung
In seiner ersten Geschichte in den Detective Comics 255 im November 1955 wurde J'onn J'onnz versehentlich von dem menschlichen Wissenschaftler Dr. Erdel auf die Erde teleportiert. Der Wissenschaftler erlitt gleich darauf einen Herzinfarkt und starb. Gestrandet auf der Erde und unfähig zurückzukehren, benutzte J'onn J'onnz seine Superkräfte, um sich ein menschliches Aussehen zu geben, und nahm schließlich die Identität eines Polizisten namens John Jones an, der von der Mafia ermordet worden war. Fortan nutzte er seine außerirdischen Kräfte, um den Bewohnern seines neuen Planeten zu helfen. Vor allem Fernsehen und Comics halfen ihm dabei, sich auf der Erde zurechtzufinden.
Während des Silver Age, Anfang der 1960er bis in die frühen 1970er, als klassische Comicsuperhelden in den USA eine ungeheure Beliebtheit genossen, bekämpfte er das Verbrechen auch in seinem angestammten Aussehen, ausgestattet mit blauem Cape und einem roten gekreuzten Band auf der Brust.
In späteren Comics wurde J'onn J'onzz als einer der beiden letzten Überlebenden seiner Art dargestellt. Die Bewohner des Mars – der in ihrer Sprache Ma'aleca'andra hieß, angelehnt an eine Geschichte von C. S. Lewis – lebten seit Jahrtausenden in einer friedlichen Gesellschaft von Dichtern, Priestern und Magiern. Dieses Utopia war frei von Krieg und Missgunst, weil jeder Marsianer die Gedanken des anderen lesen konnte. J'onn Jonzz war damals ein glücklich verheirateter Wissenschaftler und Vater, Mann von M'yri'ah und Vater von K'hym, einem Mädchen. Nur ein Marsianer hatte keine telepathische Fähigkeiten, J'onns Bruder Ma'alefa'ak. Aus Neid und Zorn darüber ließ dieser die Hronmeer’sche Seuche über die Marsianer kommen, eine Krankheit, die telepathisch übertragbar war und die Befallenen verbrennen ließ. Das ganze Volk der Marsianer wurde ausgerottet, außer J'onn Jonnz, der glaubte, seinen Bruder nach einem langen Kampf getötet zu haben. Von da an setzte die Geschichte wieder bei den früheren Comics an, wo J'onn J'onnz auf die Erde teleportiert wurde.
Als 1962 die Erde von verschiedenen konkurrierenden Außerirdischen angegriffen wurden, die wetteiferten, wer den Planeten zuerst erobern könne, schloss sich der Martian Manhunter mit Superman, Batman, Wonder Woman, Barry Allen als The Flash, Hal Jordan als Green Lantern und Aquaman zur Gerechtigkeitsliga zusammen. Die Geschichte erschien in The Brave and The Bold 28. J'onn J'onzz übernahm seither im Team die Rolle des weisen Denkers und scharfen Analytikers.

## Auftritte
Der Martian Manhunter trat in seiner ersten Phase in vielen verschiedenen Comicserien auf. Seit 1955 war er regelmäßig als John Jones in den Detective Comics (zuerst in Ausgabe 225) zu sehen. Nach der Gründung der Gerechtigkeitsliga hatte er immer noch viele Soloauftritte in Magazinen wie House of Mystery, Adventure Comics, Action Comics und Crisis on Infinite Earths und Kurzauftritte bei Sandman. Ab 2000 bekam er seine eigene Serie, geschrieben von John Ostrander und gezeichnet von Tom Mandrake, die aber mittlerweile wieder eingestellt wurde.
J'onn J'onzz erschien auch im Piloten zu einer nicht realisierten Fernsehserie der Justice League. Dort wurde er nicht als Martian Manhunter bezeichnet, und außer der Fähigkeit, seine Gestalt zu verändern, hatte er keine Superkräfte. Gespielt wurde er von David Ogden Stiers.
In der Zeichentrickserie Die Liga der Gerechten (im englischen Original: Justice League) von 2001 wurde J'onn J'onzz ebenfalls nicht als Martian Manhunter aufgeführt. Erst im Jahr 2004, als die Serie im englischen Original zur Justice League Unlimited umgeformt wurde (im Deutschen wurde diese Nachfolgeserie unter dem unveränderten Titel Die Liga der Gerechten ausgestrahlt), trat er wieder unter seinem Superheldennamen auf. In der Serie kam J'onn J'onzz auf die Erde, um die Menschen vor Außerirdischen zu warnen, die zuvor bereits den Mars erobert hatten, und wird dann erst Mitglied der Justice League.
In der 8., 12. sowie der 22. Folge der sechsten Staffel sowie in einigen Episoden der folgenden Staffeln von Smallville hat Martian Manhunter Gastauftritte. Gespielt wird er dabei von Phil Morris.
In der seit 2015 ausgestrahlten Fernsehserie Supergirl enthüllt sich der Charakter Hank Henshaw in der 7. Folge der ersten Staffel als der Martian Manhunter. Dargestellt wird er in beiden Formen von David Harewood.
Im am 18. März 2021 veröffentlichten Zack Snyder’s Justice League wurde er von Harry J. Lennix verkörpert.